# Prosodarma
Prosodarma é um gênero de traça pertencente à família Agonoxenidae.